# Halle (Saale)
Halle (Saale) (původně Halle an der Saale, česky Halle nad Sálou, starší český název Dobrosol) je druhé největší město německé spolkové země Sasko-Anhaltsko.
Halle se nachází 30 km severozápadně od Lipska. Leží v nadmořské výšce 87 metrů při ústí Bílého Halštrova do řeky Sály, levobřežního přítoku Labe. Žije zde přibližně 242 tisíc obyvatel. Je správně členěno na 5 městských obvodů a 35 městských částí.
Název Halle má patrně původ v předgermánském slově pro sůl (dnes řecky αλατι).

## Historie

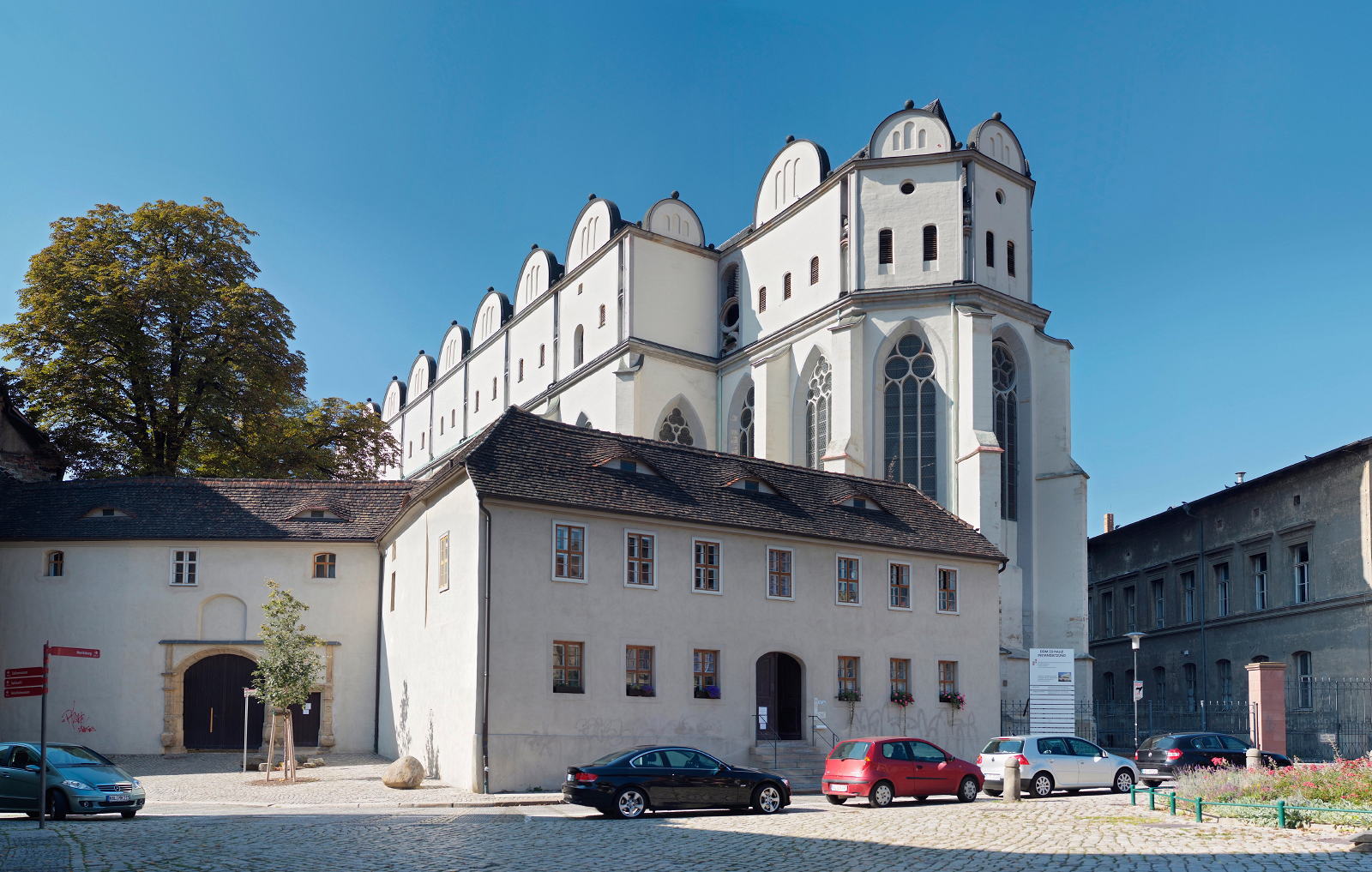
Dóm v Halle

Město (pod názvem „Halla“) je poprvé zmiňováno v roce 806 (v jiných pramenech bylo označováno také jako Hala Saxonum/ Hermundurorum/ Venedorum – Ottův slovník naučný uvádí, že zde kdysi stála slovanská osada Dobrohora). V 10. století se stalo součástí magdeburské diecéze. V roce 1281 je Halle zmiňováno jako člen Hansy.
V roce 1625 bylo město obsazeno císařskými vojsky pod velením Valdštejna. V roce 1680 se dostalo pod vládu kurfiřtství braniborského a spolu s ním se stalo v roce 1701 součástí Pruského království. V rámci Pruska se v roce 1714 stalo hlavním městem magdeburského vévodství.
V roce 1694 zde byla založena Univerzita Halle (Alma Mater Halensis) se čtyřmi fakultami.
V roce 1806 zaútočila na město napoleonská vojska a porazila pruské zálohy. Napoleon při následné návštěvě města nařídil zrušit univerzitu. V rámci tylžského míru v roce 1807 se Halle stalo součástí království Vestfálského, ale v r.1815 po Napoleonově porážce (v bitvě u Lipska) patřilo opět Prusku, tentokrát jako součást nově zřízené provincie Sasko, a bylo začleněno do správního okresu Merseburg. Brzy poté (1817) bylo v Halle obnoveno vysoké učení, a to jako Univerzita Martina Luthera jako společná nástupnická instituce dvou univerzit zrušených Napoleonem – původní hallské univerzity založené 1694 a slavné univerzity ve Wittenbergu založené 1502.

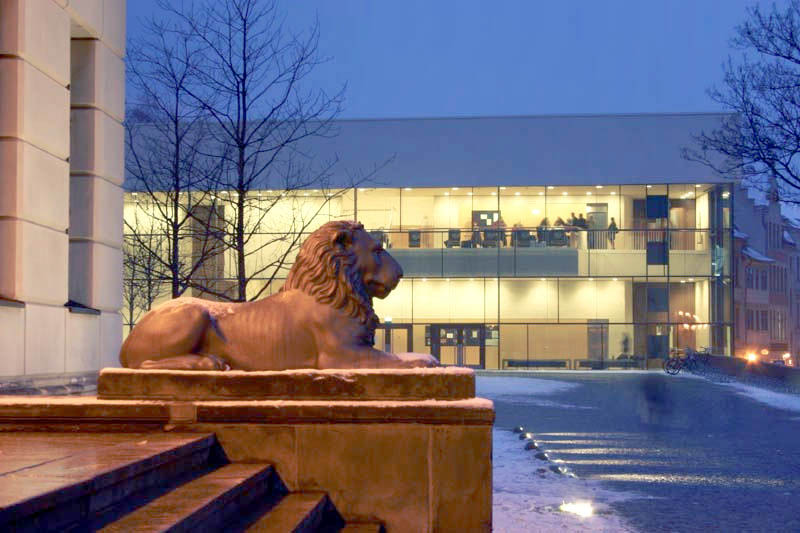
Univerzitní náměstí

V roce 1882 zahájila ve městě provoz koňská tramvaj a v roce 1891, kdy už počet obyvatel města dosáhl 100 000 obyvatel, zahájila provoz první elektrická tramvaj (se třemi linkami – zřejmě první síť městských elektrických drah v Evropě).
Na konci druhé světové války bylo město dvakrát vybombardováno (31. března a 1. dubna 1945) a pak 17. dubna 1945 obsazeno americkými vojsky. V červenci 1945 Američané odtáhli a Halle se stalo součástí sovětské zóny rozděleného Německa jako hlavní město provincie Sasko, která se brzy stala opět zemí Sasko-Anhaltsko. V roce 1952, když NDR zrušila členění na země, se Halle stalo okresním městem (okres Halle). V roce 1967 byla obytná území na západě města správně oddělena jako samostatné město Halle-Neustadt. Po znovusjednocení Německa v květnu 1990 bylo Halle-Neustadt opět připojeno k městu Halle, které v rámci nového správního členění opět spadá pod zemi Sasko-Anhaltsko. Společně s blízkým městem Lipsko ve spolkové zemi Sasko tvoří jádro tzv. středoněmecké metropolitní oblasti a sdílí s ním mezinárodní letiště (kód LEJ).

## Pamětihodnosti
- Kostel Panny Marie (Marktkirche Unser Lieben Frauen) – čtyřvěžový kostel ze 16. století, jeden ze symbolů města
- Červená věž (Roter Turm)
- Rodný dům skladatele Georga Friedricha Händela
- Opernhaus
- Hrad Moritzburg
- Hrad Giebichenstein

## Osobnosti

### Rodáci
- Georg Friedrich Händel (1685–1759), hudební skladatel
- Oswald Boelcke (1891–1916), německý stíhací pilot během první světové války
- Reinhard Heydrich (1904–1942), SS-obergruppenführer, generál policie, zastupující říšský protektor v Čechách a na Moravě (1941–1942)
- Lothar Milde (* 1934), bývalý východoněmecký atlet, diskař, stříbrný olympijský medailista z LOH 1968
- Marita Langeová (* 1943), bývalá východoněmecká atletka, koulařka, stříbrná olympijská medailistka z LOH 1968
- Bernd Bransch (1944–2022), východoněmecký fotbalista, obránce a reprezentant
- Ulrich Wehling (* 1952), bývalý východoněmecký sdruženář, držitel tří zlatých olympijských medailí a jedné zlaté a bronzové z mistrovství světa
- Clemens Meyer (* 1977), německý spisovatel
- Andreas Wank (* 1988), německý skokan na lyžích

## Partnerská města
- Gjumri, Arménie (2020)
- Grenoble, Francie (1976)
- Karlsruhe, Německo (1987)
- Linec, Rakousko (1975)
- Oulu, Finsko (1968)
- Savannah, Spojené státy americké (2011)
- Ťia-sing, Čína (2009)
- Ufa, Rusko (1977)

Halle má také přátelské vztahy s městy Coimbra v Portugalsku (od roku 1974) a Hildesheim v Německu (1990).